# Panzerkampfwagen IX/X
Panzerkampfwagen IX и Panzerkampfwagen X са теоретични проекти на германската армия от времето на Втората световна война. Те използват последните разработки на бронираните бойни машини като целта им е да влязат на въоръжение през 1946-47 г.
Те съществуват само на чертожните дъски, но не са останали четертежи, които да дадат реалистичен изглед на двете машини. Панцер X е трябвало да бъде по-широк, но с по-нисък профил от супертежкия танк Maus и да бъде въоръжен с 88 мм или 128 мм оръдие. И двата проекта са напредничави, включват много характеристки, които могат да бъдат открити при съвременните танкове. Според последните изследвания тези танкове не са планирани за производство, а за пропагандни скици публикувани в списание „Signal“ през 1944 г. Целта е била заблуда на Съюзниците за прогреса в разработката на танкове.